# Дрейкіш-Центр
Дрейкіш-Центр (араб. ناحية مركز دريكيش‎‎) — нохія у Сирії, що входить до складу району Дрейкіш провінції Тартус. Адміністративний центр — м. Дрейкіш.
| Сирія | Це незавершена стаття з географії Сирії. Ви можете допомогти проєкту, виправивши або дописавши її. |